# Radio España
Radio España va ser una emissora de ràdio espanyola, que va emetre a la ciutat de Madrid per ona mitjana entre 1924 i 2001, en els 954 kcs en la seva última etapa. L'emissora va ser la primera a ser inaugurada oficialment a Espanya. Des de 1988 i fins a la seva desaparició, va ser la capçalera d'una cadena d'àmbit estatal, la Cadena Ibérica, posteriorment denominada Radio España. L'any 2020 l'Academia Española de la Radio adquireix la marca i rellança l'emissora per poder celebrar el seu 100 aniversari.

## Història
L'emissora va iniciar les seves emissions el 10 de novembre de 1924, amb el nom d'EAJ-2, Radio España, amb les salutacions de Luis de Oteiza, president honorari de l'Asociación Radio Española i de l'enginyer Ricardo Urgoiti, promotor mesos després de Unión Radio Madrid. Es tracta de la primera emissora espanyola autoritzada oficialment encara que disposava d'indicatiu EAJ-2, encanvi Ràdio Barcelona tenia el EAJ-1.
Al llarg de les següents dècades, desenes de professionals van prestar les seves veus a les ones de Radio España. Des del seu gran impulsor Ángel Soler, fins a Bobby Deglané, Joaquín Soler Serrano, José Luis Barceló Fernández de la Mora, Lola Cervantes, José María García, Encarna Sánchez i Miguel Ángel Nieto. En la seva última dècada de vida també van figurar J. J. Santos, Iñaki Cano, Paco Lobatón, Teresa Viejo, José Ribagorda, Roberto Arce, Pepe Cañaveras, José Luis López Castro, o Alfonso Sánchez. El seu programa més emblemàtic va ser Radio Hora (1972-1998), inicialment amb Enrique Dausá, Rigoberto Ferrer Alvarez com a locutors creadors. Anys després s'hi van unir Carlos Peñaloza i Carlos Sainz entre d'altres, on alternaven notícies d'interès general, informació meteorològica i publicitat, dins d'un format on es donava l'hora exacta minut a minut.
Durant més de 40 anys, entre 1939 i 1981, l'emissora va emetre «El consultorio de Doña Montserrat Fortuny», un consultori sentimental al que durant tot aquest temps hi va posar la seva veu la locutora Mercedes Laspra.
El 1974 es creava l'emissora de freqüència modulada: Radio España FM (en el 97.2 del dial a Madrid). Més tard, coneguda com a Onda Dos i Top Radio, va ser una de les grans impulsores del que s'anomenaria la moguda madrilenya. Un de les fites importants en aquest sentit va ser la retransmissió en directe, el 9 de febrer de 1980, de l'esdeveniment musical que va donar el tret oficial de l'inici del fenomen: el concert homenatge a Canito, bateria del grup Tos, a l'Escola d'Enginyers de Camins de la Universitat Politècnica de Madrid, amb la participació de Tos, Nacha Pop, Alaska y los Pegamoides, Los Rebeldes o Paraíso.
El 1975, com amb altres emissores privades, l'Estat va obligar a Radio España a cedir-li el 25% dels seus títols. El novembre de 1985 la companyia Unión Ibérica de Radio, presidida per l'expresident de Cadena SER Eugenio Fontán, va aconseguir el 75% de les accions de l'emissora, romanent el 25% restant en mans de l'Estat. Més tard, Televisa España es va fer amb el 25% de l'emissora.
Unió Ibèrica de Radio, SA, va ser una de les agraciades en el concurs de concessions DAB d'àmbit estatal. El Consell de Ministres ho va resoldre el 10 de març de 2000. Des d'aquest moment va començar a emetre en tecnologia digital, sent, el 2001, substituïda per Top Radio 97.2, i posteriorment, el juliol de 2006 per Onda Melodía.
L'octubre de 2000, el Grupo Planeta va fer seves el 35% de les accions de Radio España. Tan sols vuit mesos després, els nous amos van presentar un pla de viabilitat que preveia una reducció de plantilla (i que afectaria al 81% dels seus 208 empleats) i el lloguer de les emissores a altres operadors. Aquest mateix any es va aconseguir un acord amb Onda Cero, llavors propietat de Telefónica, perquè transmetés els seus programes a través de les emissores de Radio España, cosa que va succeir a partir de 23 de juliol de 2001. Desapareixia d'aquesta manera de les ones espanyoles una emissora amb més de 75 anys d'història. El juliol de 2007, el Grupo Planeta va adquirir definitivament el 100% d'Unión Ibérica de Radio.